# Henri Ecochard
Pour les articles homonymes, voir Ecochard.
Henri André Ecochard né le 24 avril 1923 à Cholet (Maine-et-Loire) et mort le 3 avril 2020 à Levallois-Perret (Hauts-de-Seine) , est un volontaire engagé dans les Forces françaises libres durant la Seconde Guerre mondiale. Il est connu pour avoir constitué minutieusement une liste recensant les Français libres.

## Biographie

### Jeunesse
Henri André Ecochard, né le 24 avril 1923 à Cholet, est le fils d'un médecin installé à Airvault. Il s'intéresse très tôt aux relations internationales. Son père et ses amis airvaudais sont plutôt pacifistes en souvenir des massacres de la Grande Guerre. Henri Ecochard part étudier au lycée Descartes à Tours. Antifasciste, il s'oppose à ses camarades de lycée gagnés aux idée antiparlementaires du colonel François de La Rocque. Il ne partage pas l'enthousiasme pour les accords de Munich qui sévit alors en France.
Le 1er septembre 1939, lorsque la guerre est déclarée, Henri Ecochard n'a que 16 ans et est encore lycéen en classe de première, il hisse le drapeau tricolore sur la façade de la maison paternelle.

### Engagement dans la France libre
Révolté par la débâcle militaire de juin 1940, il espère jusqu'au dernier jour que l'armée française continue à résister sur la Loire, à l'instar des cadets de Saumur. Le 12 juin, l'arrivée imminente de l'armée allemande entraîne la fermeture du lycée où il étudiait. Henri Ecochard rentre alors à vélo chez ses grands-parents à Airvault où il entend à la radio l'annonce de l'armistice actant la défaite française.
Il n'entend pas l'appel du 18 Juin prononcé par le général de Gaulle mais le 22 juin, il entend celui du premier ministre britannique Winston Churchill qui, s'exprimant en français, appelle les Français à poursuivre les combats en rejoignant les armées britanniques. Apercevant un motard allemand dans les rues d’Airvault, il prend la résolution de rejoindre l'Angleterre qui est à ce moment-là le seul pays à poursuivre la guerre contre l'Allemagne. Il quitte Poitiers à vélo pour se rendre à La Rochelle, où il embarque sur un thonier polonais qui l'emmène à Cardiff.
Ne parlant pas l'anglais et jugé suspect par les autorités britanniques car n'ayant pas de papier d'identité sur lui, il est emprisonné pendant huit jours avant d'être conduit à Londres parmi les soldats français du général Béthouart, réfugiés en Angleterre après avoir pris Narvik en Norvège. Là il rencontre et découvre le général de Gaulle. La rencontre est déterminante et il se rallie alors au chef de la France libre.
Âgé de 17 ans seulement, il ment sur son âge pour pouvoir intégrer l'infanterie des Forces françaises libres (FFL). Il fait partie des premiers incorporés des FFL qui en juillet 1940 ne comptaient que 2 900 hommes. Le 14 juillet 1940, il défile à Londres. Avec d'autres Français libres, il suit un entraînement au maniement des armes dans un camp canadien situé à proximité de la capitale anglaise. Il poursuit son instruction militaire en défendant l'Angleterre contre les parachutistes allemands. Habile en mécanique, il devient instructeur motocycliste.
L'Angleterre n'étant plus menacée d'être envahie, Henri Ecochard intègre la 1re division française libre et est envoyé en avril 1941 à Brazzaville au Congo français pour y former des troupes coloniales. Puis il est envoyé en Syrie, où des troupes françaises au côté des Britanniques affrontent d'autres troupes françaises restées fidèles au régime de Vichy. Cependant, en raison des quatre longs mois de la traversée, Henri Ecochard n'arrive qu'à l'ultime fin de la campagne de Syrie. À Damas, il est affecté comme brigadier dans un régiment d’automitrailleuses des spahis marocains et rejoint l'Égypte. À ce poste, il combat contre le corps expéditionnaire allemand en Afrique commandé par le général Rommel en participant successivement début 1942 à la bataille de Bir Hakeim en Libye, à la bataille d’El-Alamein, puis à la campagne de Tunisie sous les ordres du général Leclerc. Il effectue des raids sur les arrières de l'Afrikakorps afin de détruire ses camions de ravitaillement.
En 1944, il intègre le 1er régiment d’artillerie comme officier observateur et apprend à piloter des avions de reconnaissance. Il suit son régiment d'artillerie lors de la campagne d'Italie. Il prend part au débarquement des alliés en Provence, à la libération de Toulon, Marseille et Lyon. Après un passage à Airvault pour saluer sa famille qu'il n'avait pas revue depuis juin 1940, il termine la guerre en combattant en Alsace et dans les Vosges. Il est démobilisé le 30 juin 1945, retournant alors à la vie civile. Il est embauché par la société pétrolière Shell.

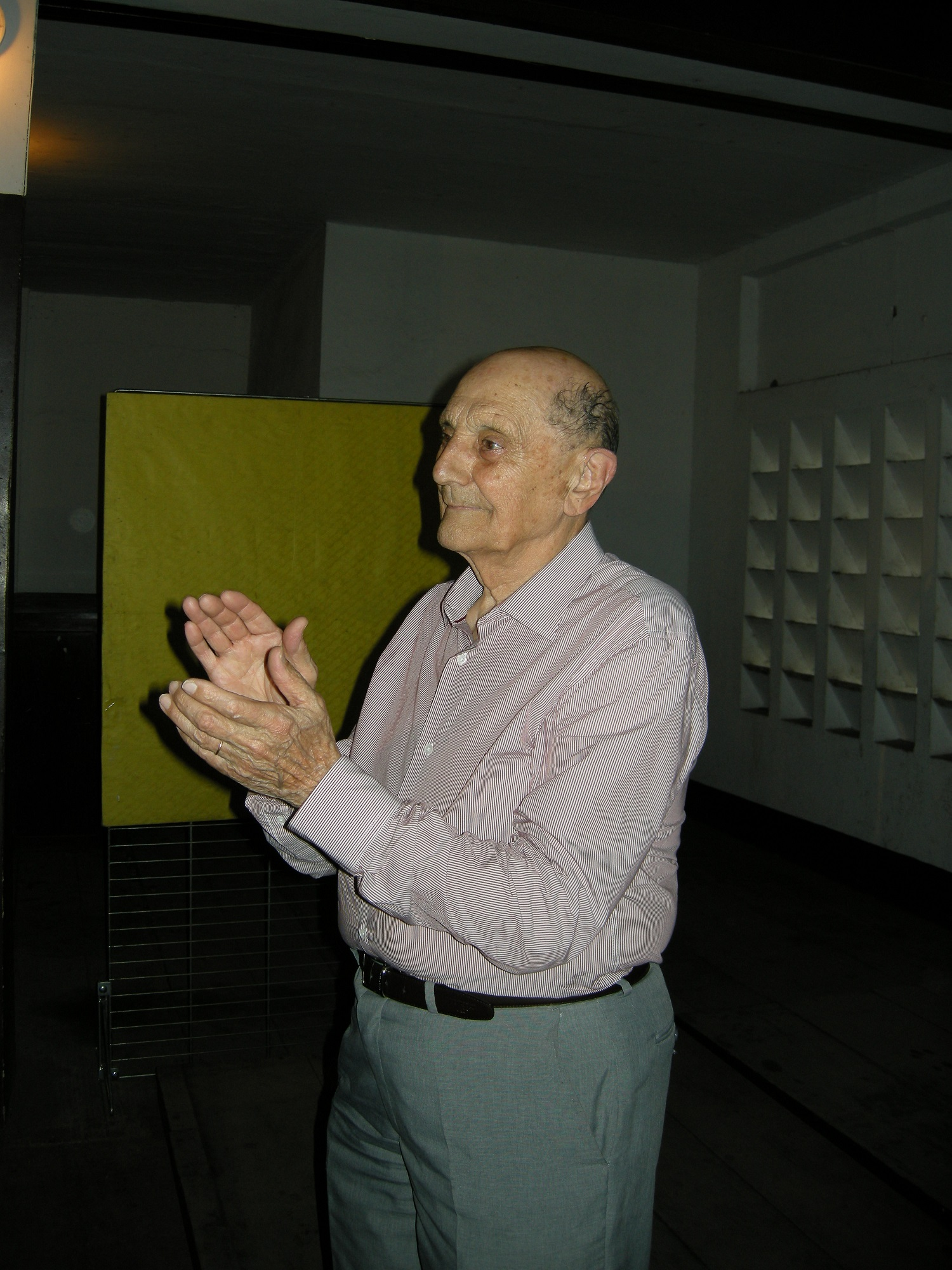
Henri Ecochard.

### Fin de vie
Henri Ecochard meurt le 3 avril 2020 à Levallois-Perret, contaminé par le Covid-19 dans l'établissement d'hébergement pour personnes âgées dépendantes (EHPAD) où il réside,.

### Liste «Ecochard»
Lorsqu'il se retrouve à la retraite, il commence à écrire une liste recensant ceux qui ont participé dans les FFL. Ce très large recensement contenant 53 079 noms dans sa 40e version, est devenu au fil du temps une référence chez les historiens qui la désignent du nom de son auteur : « liste Ecochard ».

## Distinctions
- Officier de la Légion d'honneur en 2012